# Polynucleobacter
Genre
Polynucleobacter est un genre de bactéries aquatiques aérobies, non motiles et chimioorganotrophes, initialement décrites comme endosymbiontes obligatoires mais comprenant désormais également des bactéries libres.

## Systématique
Le genre Polynucleobacter a été créé en 1987 par les biologistes allemands Klaus Heckmann (d) (1934-2012) et Helmut J. Schmidt (d) (1953-) initialement pour caractériser le microorganisme, endosymbiote de ciliés, connu sous le nom de particule omicron ou omicronlike. Endosymbiote bactérien comprenant plusieurs nucléoides et qui réside dans le cytoplasme de différentes espèces du genre Euplotes, notamment E. aediculatus, E. eurystomus, E. plumipes, E. daiduleos, E. octocarinatus, E. patella et E. woodrufi.
L'espèce type du genre est Polynucleobacter necessarius.

## Étymologie
Le nom générique, Polynucleobacter, dérive du grec ancien πολύς, polús, « beaucoup », du latin nucleus, « noyau », et du grec ancien βακτηρία, baktêria, « bâton pour la marche »,.

## Liste d'espèces
Selon NCBI (5 novembre 2022) :
- Polynucleobacter acidiphobus Hahn et al., 2011
- Polynucleobacter aenigmaticus Hahn et al., 2017
- Polynucleobacter alcilacus Hahn et al., 2022
- Polynucleobacter antarcticus Hahn et al., 2022
- Polynucleobacter arcticus Hahn et al., 2022
- Polynucleobacter asymbioticus (Hahn et al., 2009) Hahn et al. 2016
- Polynucleobacter bastaniensis Hahn et al., 2022
- Polynucleobacter brandtiae Hahn et al., 2022
- Polynucleobacter campilacus Hahn et al., 2018
- Polynucleobacter corsicus Hahn et al., 2022
- Polynucleobacter cosmopolitanus Hahn et al., 2010
- Polynucleobacter difficilis Hahn et al., 2012
- Polynucleobacter duraquae Hahn et al., 2016
- Polynucleobacter finlandensis Hahn et al., 2022
- Polynucleobacter hallstattensis Hahn et al., 2022
- Polynucleobacter hirudinilacicola Hahn et al., 2018
- Polynucleobacter ibericus Hahn et al., 2022
- Polynucleobacter kasalickyi Hahn et al., 2022
- Polynucleobacter meluiroseus Pitt et al., 2018
- Polynucleobacter necessarius Heckmann & Schmidt 1987 emend. Hahn et al., 2009
- Polynucleobacter nymphae Hahn et al., 2022
- Polynucleobacter paludilacus Hahn et al., 2022
- Polynucleobacter paneuropaeus Hoetzinger et al., 2019
- Polynucleobacter parvulilacunae Hahn et al., 2022
- Polynucleobacter rarus Hahn et al., 2011
- Polynucleobacter sinensis Hahn et al., 2016
- Polynucleobacter sphagniphilus Hahn et al., 2017
- Polynucleobacter tropicus Hahn et al., 2022
- Polynucleobacter victoriensis Hahn et al., 2017
- Polynucleobacter wuianus Hahn et al., 2017
- Polynucleobacter yangtzensis Hahn et al., 2016

## Publication originale
- (en) Klaus Heckmann et Helmut J. Schmidt, « Polynucleobacter necessarius gen. nov., sp. nov., an Obligately Endosymbiotic Bacterium Living in the Cytoplasm of Euplotes aediculatus », International Journal of Systematic Bacteriology, vol. 37, no 4,‎ 1er octobre 1987, p. 456–457 (ISSN 0020-7713, 1465-2102 et 1070-6259, DOI 10.1099/00207713-37-4-456).